# Isabel McLaughlin

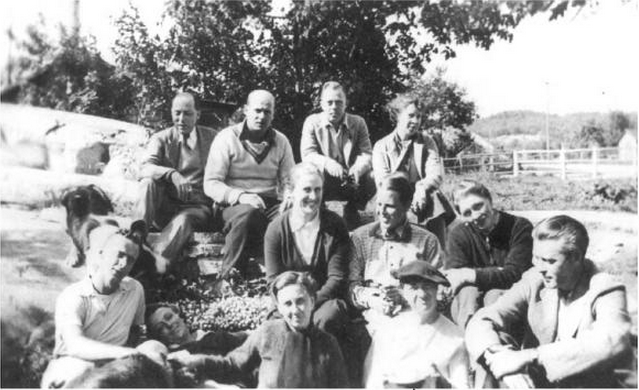
Gruppe von Künstlern mit Freunden in Whitefish Falls im Jahr 1936. Obere Reihe: Randolph Hewton, Mr. Whittall, Charles Comfort, Yvonne McKague Housser. Mittlere Reihe: Isabel McLaughlin, Gordon Webber, Bennie Hewton. Untere Reihe: Hal Hayden, Audrey Taylor, Prudence Heward, Rody Kenny Courtice, Mr. Macdonald

Isabel Grace McLaughlin (* 10. Oktober 1903 in Oshawa, Ontario; † 26. November 2002 in Toronto, Ontario) war eine kanadische Malerin, Mäzenin und Philanthropin. Als frühe Vertreterin des Modernismus in Kanada spezialisierte sie sich auf Landschaften und Stillleben.

## Biografie
Isabel McLaughlin wurde als dritte von fünf Töchtern von Adelaide Mowbray McLaughlin und Robert Samuel McLaughlin, dem Gründer der McLaughlin Motor Car Company und ersten Präsidenten von General Motors Canada, geboren. Sie wuchs auf dem Familiensitz Parkwood in Oshawa auf. 
Von 1921 bis 1924 studierte sie an der Sorbonne in Paris und erwarb das Diplôme de Civilisation Française. Gleichzeitig nahm sie Malunterricht bei Louise Saint.  Nach ihrer Rückkehr nach Kanada setzte sie ihre Ausbildung am Ontario College of Art in Toronto fort, wo sie von Arthur Lismer, einem Mitglied der Group of Seven, unterrichtet wurde. Weitere Studien führten sie 1929 an die Académie Scandinavienne in Paris und 1930 nach Wien. Sie besuchte auch die Sommerschule von Hans Hofmann in Massachusetts und studierte dynamische Symmetrie bei Emil Bisttram in New Mexico.
Isabel McLaughlin war 1933 Gründungsmitglied der Canadian Group of Painters und von 1939 bis 1945 deren erste Präsidentin.  Sie war auch Mitglied der Ontario Society of Artists und des Heliconian Club in Toronto, dessen Präsidentin sie von 1940 bis 1942 war. Ihre Werke sind in zahlreichen öffentlichen Sammlungen vertreten, darunter die National Gallery of Canada, die Robert McLaughlin Gallery in Oshawa, die McMichael Canadian Art Collection in Kleinburg und die Art Gallery of Guelph. Für ihre Verdienste wurde Isabel McLaughlin 1993 mit dem Order of Ontario und 1997 mit dem Order of Canada ausgezeichnet.
Isabel McLaughlin starb am 26. November 2002 im Alter von 99 Jahren in Toronto. 

## Werk
Beeinflusst von der Group of Seven malte McLaughlin schon früh Landschaften und Stadtansichten. In den frühen 1940er Jahren wandte sie sich von skulpturalen Motiven und Entwürfen ab und wandte sich einem vereinfachten modernen Ansatz zu, bei dem kräftige Farben und mehr Dekoration im Vordergrund standen.